# Оперативно-тактичне угруповання «Запоріжжя»
Оперативно-тактичне угруповання «Запоріжжя» (ОТУ «Запоріжжя») — тимчасове об'єднання Сил оборони України, яке виникло в листопаді 2022 року. Зона відповідальності простягається з Кам'янського по Привільне. Межує з ОТУ «Донецьк» та ОТУ «Херсон». Входить в склад ОУВ «Таврія».

## Історія
В листопаді 2022 року сформоване як ОУВ «Запоріжжя» у складі ОСУВ «Таврія».

## Командування
- не пізніше 03.2023—01.2024: генерал-майор Літвінов Сергій Петрович[3]
- з 01.2024: бригадний генерал Горбатюк Володимир Дмитрович[4]
- до 25.06.2024: бригадний генерал Гнатов Андрій Вікторович[5]
- 25.06.2024—03.2025: бригадний генерал Шворак Володимир Васильович
- з 03.2025: бригадний генерал Братішко Дмитро Володимирович[6]